# Allia

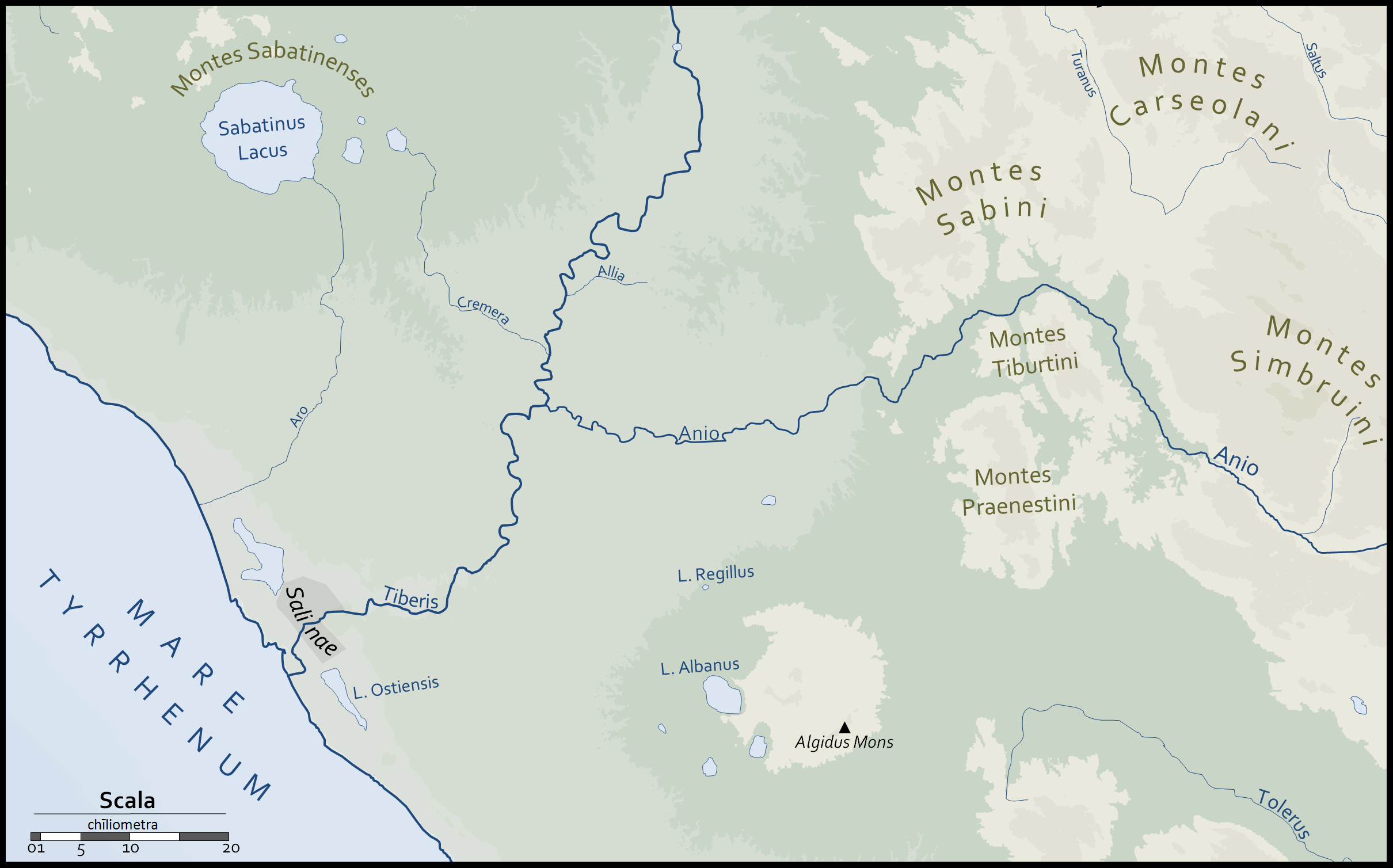
Karte des antiken Latiums (Gebiet der Latiner), die Allia gemäß Livius als linker Nebenfluss etwas nördlich der Bildmitte

Allia ist in der antiken Geographie der Name eines kleinen Nebenflusses des Tiber.
Der Name des Flusses ist hauptsächlich wegen der Schlacht an der Allia überliefert, bei der die Römer 387 v. Chr. von den Kelten unter Brennus besiegt wurden. Daneben wird er als Austragungsort einer Schlacht genannt, in der der Diktator Lucius Quinctius Cincinnatus die Praenestiner vernichtend schlug.
Die genaue Identitäten dieses Gewässers und damit die Lokalisierung des Schlachtortes sind aufgrund der schon in der Antike widersprüchlichen Überlieferung nicht ganz klar. Laut Titus Livius handelt es sich um einen linken Nebenfluss des Tibers, dementgegen spricht Diodor von einem rechten Nebenfluss. Gemeinhin gilt die Version des Livius als glaubhafter. Als moderner Name der Allia kommt folglich ein Bach namens Fosso della Bettina in Frage. Gemäß der Lokalisierung nach Livius entsprang die Allia im Hügelland um Crustumerium und mündete etwa am elften Meilenstein der Via Salaria nahe Rom in den Tiber.